# Hirokatsu Tayama
Hirokatsu Tayama (Japans: 田山寛豪, Tayama Hirokatsu) (Ōarai (Prefectuur Ibaraki), 12 november 1981) is een triatleet uit Japan. Hij nam driemaal deel aan de Olympische Spelen, maar won hierbij geen medailles.
Tayama deed in 2004 mee aan de triatlon op de Olympische Zomerspelen van Athene. Hij behaalde een dertiende plaats in een tijd van 1:53.28,41. Vier jaar later moest hij op de Olympische Spelen van 2008 in Peking genoegen nemen met een 48e plaats in 1:56.13,68
Hij is een sterk zwemmer. Zo was in 2005 bij het Ironman Hawaï de snelste zwemmer over 3,8 km. Hij is aangesloten bij Descente Arena. Hij studeerde aan de Ryutsu Keizai University.

## Palmares

### triatlon
- 2002:  Triatlon van Tokio
- 2002: 5e Triatlon van Wakayama
- 2003: 20e WK olympische afstand in Queenstown - 1:57.11
- 2003: 8e Aziatisch kampioenschap
- 2003:  Triatlon van Tokio
- 2003:  Triatlon van Shichigahama
- 2004: 9e WK olympische afstand in Funchal - 1:41.49
- 2004:  Aziatisch kampioenschap
- 2004: 13e Olympische Spelen van Athene - 1:53.28,41
- 2005: 49e WK olympische afstand in Gamagōri - 1:55.12
- 2005: 31e Ironman Hawaï - 8:51.52
- 2006: 22e WK olympische afstand in Lausanne - 1:54.35
- 2006: 5e Aziatische Spelen - 1:51.51
- 2007: 38e Hy-Vee Triathlon & ITU BG World Cup - 2:04.36
- 2007: 20e WK olympische afstand in Hamburg - 1:45.08
- 2008: 18e WK olympische afstand in Vancouver - 1:51.06
- 2008: 48e Olympische Spelen van Peking - 1:56.13,68
- 2009: 33e ITU wereldbekerwedstrijd in Tongyeong - 1:52.58
- 2009: 33e ITU wereldbekerwedstrijd in Madrid - 1:57.30
- 2009: 23e ITU wereldbekerwedstrijd in Washington - 1:53.02
- 2009: 33e ITU wereldbekerwedstrijd in Londen - 1:44.21
- 2009: 13e ITU wereldbekerwedstrijd in Yokohama - 1:47.02
- 2009: 30e ITU wereldbekerwedstrijd in Gold Coast - 1:47.27
- 2012: 20e Olympische Spelen van Londen - 1:49.24
- 2013: 48e WK sprintafstand in Hamburg - 53.50
- 2013: 68e WK olympische afstand - 374 p
- 2014: 26e WK sprintafstand in Hamburg - 53.06
- 2014: 39e WK olympische afstand - 825 p
- 2014:  Aziatische Spelen - 1:49.24
- 2015: 111e WK olympische afstand - 182 p
- 2016: 88e WK olympische afstand - 45 p